# Илемас
Илемас — деревня в Малмыжском районе Кировской области в составе Рожкинского сельского поселения. 

## География
Находится на правобережной части района на расстоянии примерно 15 километров по прямой на север от районного центра города Малмыж.

## История
Известна с 1873 года, когда в ней было учтено дворов 26 и жителей 182, в 1905 64 дворов и 405 жителей, в 1926 97 и 484, в 1950 101 и 324 соответственно. В 1989 году учтено 88 жителей.

## Население
Постоянное население  составляло 13 человек (русские 92%) в 2002 году, 5 в 2010.